# Perforina
La perforina è una proteina citolitica presente nei granuli dei linfociti T citotossici e cellule Natural Killer. La degranulazione di questi leucociti libera la perforina, che si inserisce nella membrana cellulare della cellula bersaglio creando un poro.

La perforina purificata è in grado di indurre la lisi delle cellule, ma solamente a dosi alte: la biochimica di questa molecola non è in grado di spiegare l'abilità delle cellule che la secernono di provocare l'apoptosi delle cellule bersaglio. I fori creatisi nella membrana però permettono il passaggio di altre proteine che possono stimolare la morte programmata della cellula.
Alcune cavie con carenza di perforina hanno comunque mostrato una capacità del sistema immunitario di uccidere i loro target tramite interazioni delle proteine Fas coi rispettivi recettori, un sistema biologico studiato per indurre apoptosi nelle cellule tumorali. Tuttavia, la perforina resta il sistema preferenziale nell'attività dei leucociti citati.

## Interazioni
È stato dimostrato che la perforina interagisce con la Calreticulina, una proteina del reticolo endoplasmatico coinvolta nell'omeostasi del calcio a livello citoplasmatico.